# Gyirong
Gyirong (en tibetano, འབྲོང་པ་རྫོང; wylie, brong pa rdzongn; literalmente, ‘paredes de barro’) también conocida por su nombre chino Jilong  (en chino, 吉隆县; pinyin, Jílóng xiàn léase Chi-Long) es un condado bajo la administración directa de la Prefectura Shigatse en la Región autónoma del Tíbet, República Popular China. Su área es 9019 km² y su población total para 2010 fue más de 14 mil habitantes.

## Administración
El condado de Gyirong se divide en 6 pueblos que se administran en 2 poblados y 4 villas.